# Jon Polito
Jon Polito (Filadelfia, 29 dicembre 1950 – Duarte, 1º settembre 2016) è stato un attore statunitense, attivo in campo cinematografico e televisivo.

## Biografia
Noto caratterista di origine italiana, ha partecipato a diversi film diretti dai fratelli Coen come Crocevia della morte (1990), Barton Fink - È successo a Hollywood (1991) e Il grande Lebowski (1998). Ha inoltre interpretato il detective Steve Crosetti nelle prime due stagioni della serie televisiva Homicide e nel film Homicide: The Movie (2000). Altri ruoli noti sono ne Il corvo - The Crow (1994), Big Eyes (2014).

## Vita privata
Omosessuale dichiarato, il 16 ottobre 2015, ha sposato l'attore Darryl Armbruster, dopo quindici anni di convivenza.
Nel 2010 gli è stato diagnosticato un mieloma multiplo, che lo ha portato alla morte il 1º settembre 2016, all'età di 65 anni.

## Filmografia

### Attore

#### Cinema
- L'ora che uccide (The Killing Hour), regia di Armand Mastroianni (1982)
- C.H.U.D., regia di Douglas Cheek (1984)
- Highlander - L'ultimo immortale (Highlander), regia di Russell Mulcahy (1986)
- Tra due fuochi (Fire with Fire), regia di Duncan Gibbins (1986)
- Il boss e la matricola (The Freshman), regia di Andrew Bergman (1990)
- Crocevia della morte (Miller's Crossing), regia di Joel Coen (1990)
- Le avventure di Rocketeer (The Rocketeer), regia di Joe Johnston (1991)
- Barton Fink - È successo a Hollywood (Barton Fink), regia di Joel Coen (1991)
- Il corvo - The Crow (The Crow), regia di Alex Proyas (1994)
- Un eroe fatto in casa (Blankman), regia di Mike Binder (1994)
- Fluke, regia di Carlo Carlei (1995)
- Un furfante tra i boyscout (Bushwhacked), regia di Greg Beeman (1995)
- Il grande Lebowski (The Big Lebowski), regia di Joel Coen (1998)
- Talos - L'ombra del faraone (Talos of the mummy), regia di Russell Mulcahy (1998)
- Stuart Little - Un topolino in gamba (Stuart Little), regia di Rob Minkoff (1999)
- L'uomo che non c'era (The Man Who Wasn't There), regia di Joel Coen (2001)
- Mimic 2, regia di Jean de Segonzac (2001)
- Il sarto di Panama (The Tailor of Panama), regia di John Boorman (2001)
- The Singing Detective, regia di Keith Gordon (2003)
- Flags of Our Fathers, regia di Clint Eastwood (2006)
- American Gangster, regia di Ridley Scott (2007)
- Gangster Squad, regia di Ruben Fleischer (2013)
- Big Eyes, regia di Tim Burton (2014)

#### Televisione
- Morte di un commesso viaggiatore (Death of a Salesman), regia di Volker Schlöndorff – film TV (1985)
- Miami Vice – serie TV, episodi 5x01-5x02 (1988)
- Homicide (Homicide: Life on the Street) – serie TV, 13 episodi (1993-1994)
- La signora in giallo (Murder, She Wrote) – serie TV, episodi 9x5-10x20 (1992-1994)
- Jarod il camaleonte (The Pretender) – serie TV, 1 episodio (1996)
- Seinfeld – serie TV, episodio 9x12 (1997)
- Ultime dal cielo (Early Edition) – serie TV, episodi 1x19-4x12 (1997-2000)
- Una mamma per amica (Gilmore Girls) – serie TV, episodi 2x19-3x18 (2002-2003)
- Scrubs - Medici ai primi ferri (Scrubs) – serie TV, episodio 4x10 (2004)
- Tutto in famiglia (My Wife and Kids) – serie TV, episodio 5x10 (2004)
- Marito in prestito (Family Plan), regia di David S. Cass Sr. – film TV (2005)
- Ghost Whisperer - Presenze (Ghost Whisperer) – serie TV, 2 episodi (2005-2008)
- Desperate Housewives – serie TV, episodio 1x14 (2005)
- Masters of Horror – serie TV, episodio 1x12 (2006)
- Medium – serie TV, episodio 3x09 (2007)
- Due uomini e mezzo (Two and a Half Men) – serie TV, episodio 6x10 (2008)
- Detective Monk (Monk) – serie TV, episodio 7x16 (2009)
- The Mentalist – serie TV, episodio 2x15 (2010)
- Mike & Molly – serie TV, episodio 3x07 (2012)
- Castle – serie TV, episodio 6x20 (2014)
- Modern Family – serie TV, episodi 6x05-7x03-7x16 (2014-2016)

### Doppiatore
- Manny tuttofare (Handy Manny) – serie animata, episodio 1x09 (2006)
- Cenerentola e gli 007 nani (Happily N'Ever After), regia di Paul J. Bolger (2006)
- Batman: Year One, regia di Sam Liu e Lauren Montgomery (2011)
- Monster Trucks, regia di Chris Wedge (2016)

## Doppiatori italiani
Nelle versioni in italiano delle opere in cui ha recitato, Jon Polito è stato doppiato da:
- Angelo Nicotra in La signora in giallo (ep. 10x20), Un furfante tra i boyscout, Homicide, Homicide: The Movie, Black Mask 2, Big Eyes
- Claudio Fattoretto in Le avventure di Rocketeer, Stuart Little - Un topolino in gamba, The Singing Detective, Scrubs - Medici ai primi ferri, Flags of Our Fathers
- Wladimiro Grana ne Il grande Lebowski, Una mamma per amica (ep. 2x19)
- Vittorio Di Prima in Mimic 2, Marito in prestito
- Saverio Moriones ne Il sarto di Panama, Castle
- Bruno Alessandro in Una mamma per amica (ep. 3x18), Detective Monk
- Glauco Onorato in Jarod il camaleonte, Senza Traccia
- Paolo Marchese in Crime Story (ridoppiaggio), A passo di danza
- Eugenio Marinelli ne Il corvo - The Crow
- Bruno Conti in Fluke
- Renato Cortesi in Miami Vice
- Romano Ghini in Barton Fink - È successo a Hollywood
- Giorgio Lopez ne La signora in giallo (ep. 9x05)
- Stefano De Sando in The Chronicle
- Michele Gammino in Morte di un commesso viaggiatore
- Ugo Maria Morosi in L'uomo che non c'era
- Gianni Marzocchi in Highlander - L'ultimo immortale
- Renzo Stacchi in Crocevia della morte
- Carlo Valli in Giochi segreti a Las Vegas
- Mario Bardella ne Il boss e la matricola
- Gil Baroni in Musica da un'altra stanza
- Alessandro Rossi in Fallen Angels
- Tony Fuochi in The Invaders
- Pietro Biondi in Millennium
- Paolo Buglioni in 29 Palms
- Piero Tiberi in Ghost Whisperer - Presenze (ep. 1x01)
- Diego Reggente in Ghost Whisperer - Presenze (ep. 3x12)
- Carlo Baccarini in Desperate Housewives
- Sergio Di Giulio in Masters of Horror
- Sandro Sardone in Testimone pericoloso
- Oliviero Dinelli in Medium
- Vittorio Stagni in Las Vegas
- Pino Ammendola in American Gangster
- Gerolamo Alchieri in Avvocati a New York
- Franco Zucca in Gangster Squad
- Domenico Crescentini in Due uomini e mezzo
- Luciano De Ambrosis in The Mentalist
- Dario Penne in Modern Family
- Saverio Indrio in Major Crimes

Da doppiatore è sostituito da:
- Paolo Lombardi in Quattro zampe a San Francisco